# Félix Lacrampe
Pour les articles homonymes, voir Lacrampe.
Pas d'image ? Cliquez ici

a Compétitions nationales et continentales officielles uniquement.

b Matchs officiels uniquement.
Félix Lacrampe est un joueur de rugby à XV, né le 12 décembre 1924 à Lannemezan et mort le 8 juillet 2010 dans la même ville. Il était troisième ligne. 

## Biographie
Félix Lacrampe a été champion de France en 1948 avec le FC Lourdes. 
En 1950, il gagne avec le FC Lourdes le club de l'AS Béziers. 
Il quitte Lourdes pour l'ASB, où il obtient rapidement une licence en bonne et due forme. 
Après la guerre, les clubs ne peuvent pas rémunérer leurs joueurs; Félix Lacrampe veut gérer une importante station service, cela n'est pas possible et il exercera un emploi au café de la Comédie situé sur les allées Paul Riquet. Félix Lacrampe prend la direction du bistrot de la Comédie, le siège de l'ASB s'y installe, le bistrot est le cœur du rugby biterrois. 
L'arrivée de Félix Lacrampe coïncide avec le début de l'essor du rugby à Béziers. 
Il obtient une sélection en équipe de France, en 1949.

## Palmarès
- Vainqueur du Championnat de France de première division en 1948 avec le FC Lourdes.
- Vainqueur de la Coupe de France en 1948 avec le FC Lourdes.